# Grand Central Dispatch
Grand Central Dispatch（或libdispatch，缩写为GCD）是苹果公司开发的面向用户体验的调度器，得名于纽约的大中央总站，旨在优化对拥有多核心處理器和其他对称多处理系统的应用程序支持。它是基于线程池模式的一种任务并行的实现。其基本理念是将线程池的管理从开发者手中移交给操作系统。
GCD首次发布于Mac OS X 10.6，并且适用于iOS 4及以上版本。

## 特点

### 队列抽象
GCD向开发者提供了分发队列（英語：dispatch queue）的抽象，而非线程。开发者只需要将任务提交给GCD即可，而不用关心其架构。这种模式使开发者的工作更简单，提高了代码的可移植性和性能。

### 调度策略
GCD采用的实时调度策略基于服务质量（QoS）确定的优先级，QoS等级越高则任务优先级越高。